# Sydney Bruce
Sydney Bruce est une série de bande dessinée policière écrite par le Français François Rivière et dessinée par le Belge Francis Carin.
Sydney Bruce se déroule dans le Royaume-Uni de la fin du XIXe siècle. Son héros éponyme résout diverses énigmes en compagnie de son oncle, qui travaille pour Scotland Yard.
Les deux premières aventures, publiées dans le mensuel Circus entre 1986 et 1988, sont recueillies dans la foulée par Glénat mais la série est interrompue faute de succès. Un troisième album est néanmoins publié en 2019 par Place du Sablon.

## Publications

### Dans des périodiques[2]
1. L'Indien bleu, dans Circus no 101-107, 1986-1987.
2. La Révélation de Clack-Mannan, dans Circus no 120-123, 1988.

### En album
- Sydney Bruce :

1. L'Indien bleu, Glénat, coll. « Circus Aventure », 1987  (ISBN 2-7234-0787-X).
2. La Révélation de Clack-Mannan, Glénat, coll. « Circus Aventure », 1989  (ISBN 2-7234-0965-1).
3. Le Signe de Sokari, Place du Sablon, 2019  (ISBN 978-2-88936-011-6).